# Lijst van funderingspaalsystemen
Dit is een lijst van funderingspaalsystemen. Hier staan de meeste, in Nederland en België toegepaste funderingspaalsystemen genoemd. De systemen zijn onderverdeeld in palen met grondverdringing, palen met weinig grondverdringing en paalsystemen met grondverwijdering.

## Grondverdringende palen
geprefabriceerde betonpaalgeprefabriceerd betonelement als paal. De paal wordt geheid en heeft eventueel een vergrote voet.
stalen buispaalgeheide, gedrukte, geboorde, gewrikte of getrilde paal bestaande uit een stalen buis, veelal in het werk met beton gevuld, met eventueel een vergrote voet, veelal in het werk samengesteld uit buiselementen
combinatiepaalpaal opgebouwd met een ingedreven casing waarin een prefab betonpaal wordt geplaatst waarna de tussenruimte gevuld wordt met grout, mortel of beton waarna de casing getrokken wordt
Drukpaal.nlgeprefabriceerde betonpaal die middels hydraulische cilinders drukkend wordt aangebracht
houten paalgeheide paal bestaande uit een boomstam
houten paal met oplangergeheide paal bestaande uit een houten paal met daarop een prefab-betonoplanger
schakelpaalgedrukte of geheide paal bestaande uit prefab-elementen
gekoppelde injectiepaalmet groutinjectie geheide stalen buispaal met een verbrede paalschoen
schroefinjectiepaalmet groutinjectie geboorde paal opgebouwd uit stalen buiselementen met schroefpunt
olivierpaalin de grond gevormde geschroefde paal met verloren punt
Jetmixschroefpaal of Jetmix SPin de grond gevormde, grondverdringende in-situ gestorte funderingspalen. De palen worden schroevend aangebracht met behulp van een stalen hulpbuis. Deze stalen hulpbuis wordt na het aanbrengen van de wapening en het beton oscillerend omhoog getrokken.
Jetmixschroefbuispaal of Jetmix SBPin de grond gevormde, grondverdringende funderingspalen met een geprefabriceerd element. De palen worden schroevend aangebracht met behulp van een stalen hulpbuis. Deze stalen hulpbuis wordt na het aanbrengen van het groutmortel oscillerend omhoog getrokken.
Jetmixschroefcombipaal of Jetmix SCPin de grond gevormde, grondverdringende in-situ gestorte funderingspalen met permanente stalen buis. De palen worden schroeven op diepte aangebracht, al of niet met groutinjectie.
jetmixankerpaalmet groutinjectie geboorde paal opgebouwd uit stalen buiselementen, welke gekoppeld kunnen worden middels koppelelementen en worden op diepte geboord met een boorkop.
leeuwankerpaalmet groutinjectie geboorde paal opgebouwd uit stalen buiselementen met schroefpunt
tubexpaalgeschroefde paal bestaande uit prefab-elementen
MV-paalmet groutinjectie geheid stalen H-profiel met een verbrede paalschoen
expanderpaalgeheide of gedrukte stalen buispaal met een stalen opgevouwen voet die na het indrijven gevormd wordt door te injecteren met grout
combinatiepaalpaal opgebouwd met een ingedreven casing waarin een prefab-betonpaal wordt geplaatst waarna de tussenruimte
vibrocombinatiepaalgeheide combinatiepaal
Frankipaalgeheide, in de grond gevormde paal met vergrote voet, zonder casing
Franki-casingpaalFrankipaal met verloren buis
vibropaalgeheide in de grond gevormde paal waarbij de casing heiend wordt getrokken
vibro-casingpaalvibropaal met verloren buis
fluïdatiepaalin de grond gevormde paal ingedreven door middel van fluïderen en trillen
Hekpaalin de grond gevormde geschroefde paal met verloren punt
Fundexpaalin de grond gevormde geschroefde paal met verloren punt
Waalpaalgedrukte paal met uitgeheide voet, oorspronkelijk opgebouwd met holle betonelementen

## Palen met weinig grondverdringing
damwandplankgeheide, getrilde of gedrukte paal
stalen profielengeheide, getrilde of gedrukte paal
open buispaalgeheide, getrilde of gedrukte paal
omegapaalgeschroefde paal

## Palen grondverwijderend ingebracht
boor-combinatiepaalprefabpaal, ingebracht door middel van boren of knijpen
diepwandcombinatiepaalprefabpaal, ingebracht door middel van boren of knijpen
boorpaalin de grond gevormde paal, ingebracht door middel van boren of knijpen
diepwandpaalin de grond gevormde paal, ingebracht door middel van boren of knijpen
combi-schroefpaalgeschroefde, prefabpaal
schroefpaalgeschroefde, in de grond gevormde paal
jetgroutpaaldoor middel van jetgrouten, in de grond gevormde paal
MicroTunnellingpaalmet behulp van een verticale microtunnelmethode trillingvrij ingedreven paal
fundering op staal · fundering op putten · grondverbetering · paalfunderingen (lijst van funderingspaalsystemen) · verdichten